# Indagine su Tankur
Indagine su Tankur (Deep Quarry) è un giallo fantascientifico in stile hard boiled dello scrittore statunitense John E. Stith, pubblicato nel 1989.

## Trama
(John E. Stith, Indagine su Tankur)
Ben Takent è un investigatore privato: lavora e abita sul pianeta Tankur su cui il caldo torrido non ha mai fine e la notte non esiste. Su di esso vivono in pace quattro razze umanoidi non autoctone: i terrestri, i filiformi derjon, i collerici womper e i pacifici venton, di cui si ignora la provenienza. Ben viene assoldato da Kate Dunlet, un'archeologa che sta portando alla luce un antichissimo insediamento alieno sepolto tra le sabbie del pianeta, alla periferia della città di Dallad. Qualcuno sta sottraendo dal caveau del cantiere preziosi reperti, per rivenderli al mercato nero.
Ben, spacciandosi per archeologo, viene ammesso agli scavi e inizia a indagare sulle maestranze e sugli scienziati. Scopre i colpevoli dei furti, e indirizza gli archeologi verso un inesplorato sito archeologico, ove è rinvenuta un'astronave generazionale all'interno di un picco roccioso. Ben, Kate e altri forzano il portellone dell'astronave, rimanendovi tuttavia prigionieri. L'astronave non è disabitata, e vengono rinvenuti centinaia di migliaia di venton in animazione sospesa. L'astronave era l'ultima di una flotta di invasione venton che migliaia di anni prima era stata sguinzagliata alla conquista dell'universo e che si era macchiata di crimini mostruosi. Parte della popolazione venton, infatti, era stata contaminata da un virus che ne aveva modificato i comportamenti, mutando i pacifici venton in criminali assetati di sangue. L'esercito dormiente è neutralizzato e il mistero della provenienza dei venton risolto. Gli scienziati evadono dal veicolo spaziale e tra Ben e Kate inizia una relazione: i due continueranno a collaborare negli scavi archeologici su Tankur.

## Edizioni
- (EN) John E. Stith, Deep Quarry, New York, Ace Books, 1989,  pp. 186, ISBN 978-0-441-14276-7.
- John E. Stith, Indagine su Tankur, traduzione di Marco Pinna, Urania, n. 1108, Milano, Mondadori, 1989,  p. 160.
- (PT) John E. Stith, Mistérios do Futuro, traduzione di Eurico Fonseca, Argonauta, n. 398, Lisbona, Livros do Brasil, 1990.
- (RU) John E. Stith, исло погибших, Индекс реальности, n. 544, Mosca, АСТ, 1997, ISBN 978-5-697-00083-0.